# 費爾斯河
50°42′14″N 8°38′50″E / 50.7038°N 8.64713°E
費爾斯河（德語：Vers），是德國的河流，位於該國中部，由黑森州負責管轄，屬於薩爾茨伯德河的右支流，河道全長8.4公里，流域面積42.5平方公里，河口處在洛拉附近。